# Rohwerk
Das Rohwerk einer Uhr, auch französisch , umfasst die Grundkomponenten eines mechanischen Uhrwerks oder eines Quarzuhrwerks. Die separate Herstellung in spezialisierten Betrieben von Rohwerken entstand im Zuge der Arbeitsteilung bei der Herstellung von Uhren.
Zum Rohwerk als Kernstück einer Uhr gehören neben dem früher als Blanc bezeichneten Basiswerk, bestehend aus Werkplatte, Brücken, Kloben und Federhaus, noch die Komponenten Räderwerk, Hebelwerk, Zeigerwerk und Wellen. Die Hemmung, Unruh, Spiralfeder und Zugfeder sowie Zifferblatt und Zeiger gehören nicht zum Rohwerk. Rohwerke werden von Blanquiers hergestellt.
Das Rohwerk wird vom Hersteller in losem Zustand ausgeliefert und von einem Établisseur (ein Uhrmacher oder Uhrenhersteller) ergänzt, eventuell weiterbearbeitet (siehe Finissage) und so zu einer vollständigen Uhr zusammengebaut. In Uhren-Manufakturen sind Rohwerkeherstellung und Endfertigung der Uhr in einem zusammengehörenden Betrieb vereinigt.
Wichtigster Anbieter von Rohwerken ist die 1985 gegründete ETA SA, ein Zusammenschluss der Rohwerkehersteller Fabrique d’Horlogerie de Fontainemelon (FHF), Adolph Schild (AS), Unitas, Peseux SA und Valjoux, die vorher von der 1927 gegründeten, schweizerischen Holdinggesellschaft Ébauches SA kontrolliert wurden. Weitere Hersteller von Rohwerken sind z. B. Lemania, Enicar, Ronda AG und Sellita. Der erste deutsche Rohwerkehersteller war die Glashütter UROFA, der nach 1945 größte deutsche Hersteller von Rohwerken war Durowe in Pforzheim.